# هریسون ماوروس
هریسون ماوروس (انگلیسی: Harrison Maurus؛ زادهٔ ۲۶ فوریهٔ ۲۰۰۰) وزنه‌بردار اهل ایالات متحده آمریکا است.
وی در مسابقات کشوری و بین‌المللی در مجموع برندهٔ ۲ مدال برنز شده‌است.